# 쿠리텡가현

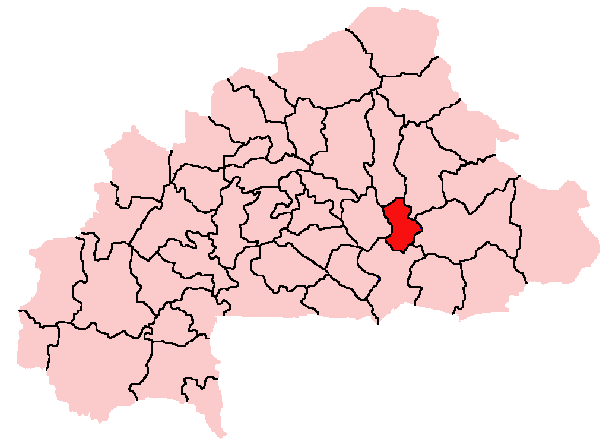
쿠리텡가현의 위치

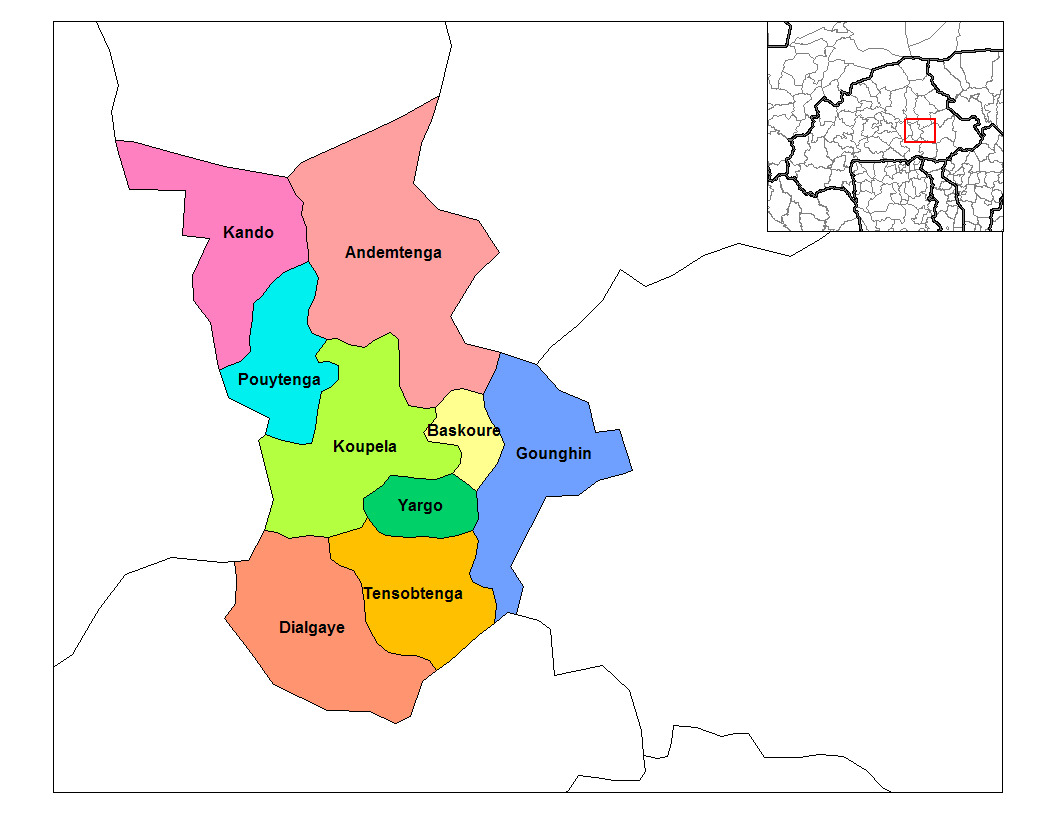
쿠리텡가현의 행정 구역

쿠리텡가현(프랑스어: Kouritenga)은 부르키나파소 중동부주에 위치한 현으로, 현도는 쿠펠라이며 면적은 2,622 km2, 인구는 330,342명(2006년 기준)이다. 9개 군(안뎀텡가군, 바스쿠레군, 디알가예군, 궁긴군, 칸도군, 쿠펠라군, 푸이텡가군, 텐소브텡가군, 야르고군)을 관할한다.

## 같이 보기
- 부르키나파소의 주
- 부르키나파소의 현